# اوگرا (اوکا)
اوگرا (انگلیسی: Ugra) یک رودخانه در استان اسمولنسک کشور روسیه است.